# Demonocracy
Demonocracy é o terceiro álbum de estúdio da banda americana de Death Metal, Job for a Cowboy. Foi lançado em 10 de abril de 2012. 
Em 21 de fevereiro de 2012, Job for a Cowboy lançou o primeiro single do álbum, "Nourishment Through Bloodshed". Foi lançado via Metal Blade Records' canal no YouTube.
Em 20 de março, Job for a Cowboy estreou a canção "Black Discharge" e em 2 de abril a música a "Imperium Wolves". Demonocracy teve vendas na primeira semana de 4,900 ficou na 87 na Billboard 200

## Faixas
Todas as faixas escritas e compostas por Job for a Cowboy. 
| N.º            | Título                          | Duração |  |
| 1.             | "Children of Deceit"            | 4:36    |  |
| 2.             | "Nourishment Through Bloodshed" | 3:42    |  |
| 3.             | "Imperium Wolves"               | 4:48    |  |
| 4.             | "Tongueless and Bound"          | 4:03    |  |
| 5.             | "Black Discharge"               | 3:55    |  |
| 6.             | "The Manipulation Stream"       | 4:40    |  |
| 7.             | "The Deity Misconception"       | 4:05    |  |
| 8.             | "Fearmonger"                    | 4:18    |  |
| 9.             | "Tarnished Gluttony"            | 6:15    |  |
| Duração total: | Duração total:                  | 40:29   |  |

## Créditos
Job for a Cowboy
- Jon Rice – bateria
- Jonny Davy – Vocal
- Al Glassman – Guitarra solo
- Tony Sannicandro – Guitarra rítmica, Vocal de Apoio
- Nick Schendzielos – Baixo

## Produção
- Jason Suecof – Engenharia, Produção e Mixagem
- Eyal Levi e Ronn Miller – Engenheiros Assistentes
- Alan Douches – Masterização
- Chuck Andrews - Direção
- Brent Elliott White – Arte
- Brian Ames - Layout
- Brian Slagel – A&R

## Referência
1. ↑  Job for a Cowboy Announce New Album, Demonocracy. Metal Injection.net. Retrieved February 27, 2012.
2. ↑  Job for a Cowboy Premieres New Song, "Black Discharge". Metal Underground.com. Retrieved March 27, 2012.
3. ↑  Job for a Cowboy Streaming New Song, "Imperium Wolves". Guitar World.com. Retrieved April 2, 2012.
4. ↑  "Job for a Cowboy: 'Demonocracy' First-Week Sales Revealed" Arquivado em 2012-07-11 na Archive.today. Blabbermouth.net. Retrieved April 19, 2012.